# Kassai főegyházmegye
A kassai főegyházmegye (szlovákul: Košická arcidiecéza, latinul: Archidioecesis Cassoviensis) a latin rítusú katolikus egyházhoz tartozó egyházmegye Szlovákiában. A főegyházmegye területe 10 403 km² és 192 plébániája van. A főegyházmegye érseki székesegyháza a kassai Szent Erzsébet-dóm és társszékesegyháza 2008. augusztus 9-től az eperjesi Szent Miklós-társszékesegyház. Az egyházmegye védőszentje Szent András apostol.

## Terület

Szlovákia egyházmegyéi 2008-tól

## Történelem
A kassai egyházmegyét 1804. augusztus 10-én alapította VII. Piusz pápa a In universa gregis dominici cura bullájával. Az újdonsült egyházmegye az egri egyházmegyéből való kiszakítás révén keletkezett, ezzel egy időben az egri egyházmegyét érseki rangra emelték.
1995. március 31-én II. János Pál pápa érseki rangra emelte a Pastorali quidem permoti apostoli levéllel, ezzel egyidejűleg megalapította a kassai egyháztartományt, melyhez a Szepesi és Rozsnyói egyházmegyéket csatolta. 2008-ban az egyháztartomány nevét keleti egyháztartományra módosították.

#### Korábbi püspökök

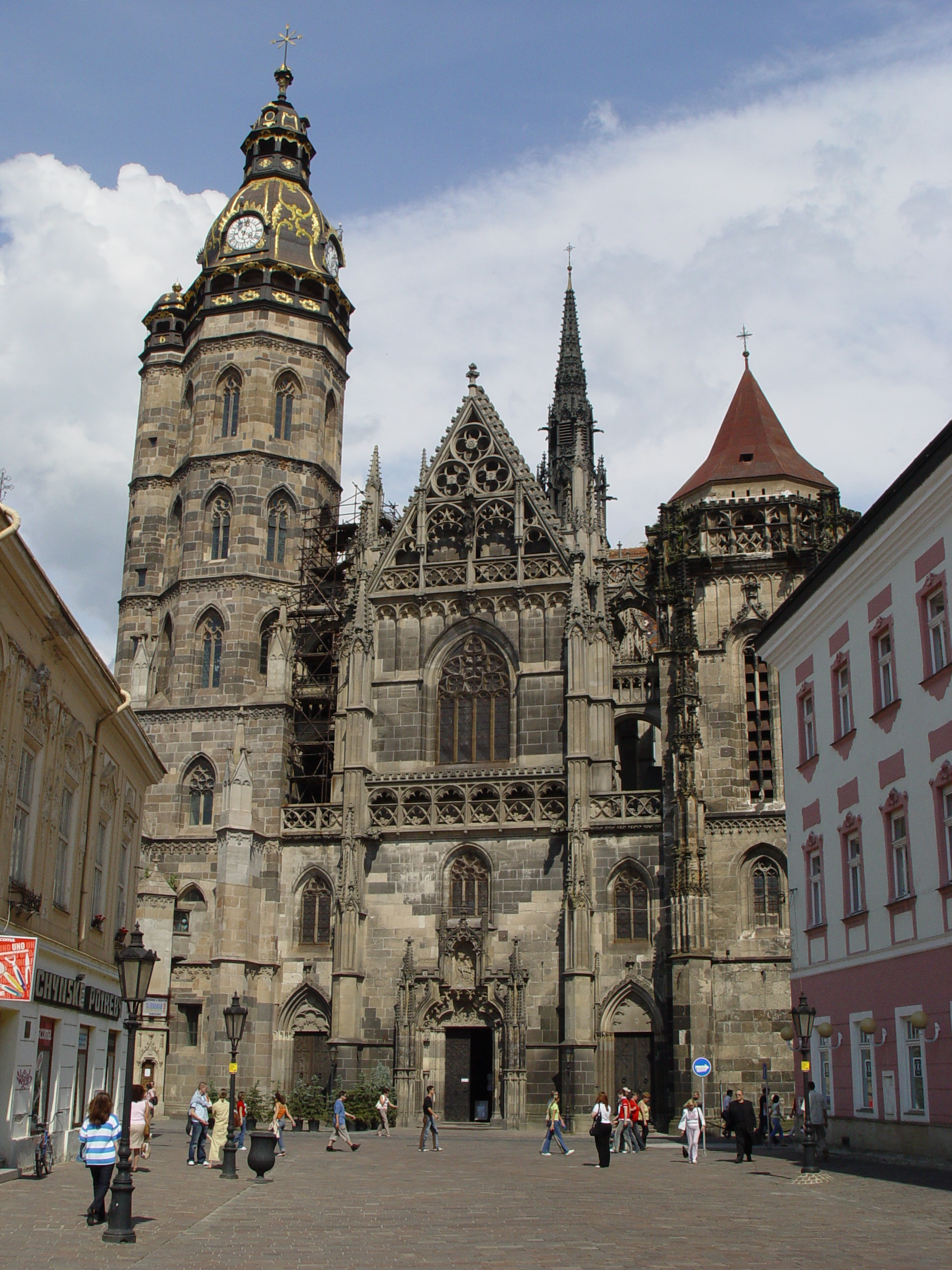
A kassai Szent Erzsébet-főszékesegyház

## Szervezet

### Az egyházmegyében szolgálatot teljesítő püspökök
- Bernard Bober érsek
- Alojz Tkáč nyugalmazott érsek
- Marek Forgáč segédpüspök

### Területi beosztás

A kassai főegyházmegye espereskerületei

Espereskerületek:
- Bártfa
- Eperjes-I
- Eperjes-város
- Eperjes-II
- Eperjes-Sóvár
- Héthárs
- Homonna
- Kassa-központi
- Kassa-dél
- Kassa-kelet
- Kassa-nyugat
- Kisszeben
- Nagykapos
- Nagymihály
- Szepsi
- Szinna
- Sztropkó
- Tőketerebes
- Varannó

## Statisztika
| Év   | Lakosság  | Katolikusok | Katolikusok aránya | Plébániák | Egyházmegyés papok | Szerzetes papok | Papok együtt | Szerzetesek | Szerzetes-nővérek |
| ---- | --------- | ----------- | ------------------ | --------- | ------------------ | --------------- | ------------ | ----------- | ----------------- |
| 1948 | 570 430   | 292 681     | 51,3%              | 166       | 240                | 37              | 277          | 54          | 490               |
| 1969 | 785 949   | 549 158     | 69,9%              | 174       | 203                | ?               | 203          | ?           | ?                 |
| 1980 | 887 000   | 605 300     | 68,2%              | 181       | 250                | ?               | 250          | ?           | ?                 |
| 1990 | 998 053   | 740 611     | 74,2%              | 181       | 231                | ?               | 231          | ?           | ?                 |
| 2000 | 1 066 127 | 616 343     | 57,8%              | 203       | 303                | 56              | 359          | 102         | 239               |
| 2003 | 1 120 136 | 678 174     | 60,5%              | 206       | 342                | 61              | 403          | 120         | 349               |

- Forrás:

## Szomszédos egyházmegyék
- Egri főegyházmegye (délnyugat)
- Rozsnyói egyházmegye (nyugat)
- Szepesi egyházmegye (északnyugat)
- Tarnówi egyházmegye (észak)
- Rzeszówi egyházmegye (északkelet)
- Przemyśli főegyházmegye (északkelet)
- Munkácsi római katolikus egyházmegye (kelet)